# 123 saker
123 saker eller 123 saker varje svensk bör veta är ett SVT-program från 2008 i 10 delar. Det handlar om svensk 1900-talshistoria, och olika händelser presenteras kortfattat i listform. Varje program har ett visst tema. Programmet leds av Rasmus Åkerblom. Även Jan-Öjvind Swahn medverkar.

## Avsnitt

### 1) Utrikes
1. U 137
2. Kongosvenskarna
3. Arge Palme
4. Den svenska atombomben
5. Amerikabrevet
6. Kodnamn "Örnen"
7. Dag Hammarskjöld omkommer
8. Lejonburen
9. EU-omröstningen
10. Biståndsprocenten
11. Den saknade DC 3:an
12. Unionsupplösningen

### 2) Inrikes
1. Allmän rösträtt
2. Sagan om Pomperipossa
3. Saltsjöbadsavtalet
4. Trumpeten i Ådalen
5. Den vita piskans död
6. Den svenska revolutionen
7. Kårhusockupationen
8. Folkhemstalet
9. De eviga löntagarfonderna
10. Ny Demokrati in i riksdagen
11. Sverigebyggarna
12. Åttatimmarsdagen

### 3) Under kriget
1. En svensk tiger
2. Baltutlämningen
3. Midsommarkrisen
4. Judestämpeln
5. Kommunisthatet
6. "Vår beredskap är god"
7. Spionfesten i Stockholm
8. Bomber över Sverige
9. Raoul Wallenberg
10. Beredskapsmusiken
11. Malmen
12. Finska vinterkriget

### 4) Miljö
1. Vattenklosetten
2. Sälvalet
3. Giftskandalen kring BT Kemi
4. Hallandsåsen
5. Tjernobyl
6. Änkornas by
7. Trädkramarna
8. Ozonhålet
9. Gröna vågen
10. Freden i Sarek
11. Försurning
12. Miljömärkt
13. Folkomröstningen om kärnkraften

### 5) Brott
1. Änglamakerskan
2. Johan Alfred Ander
3. Massmordet på mälareångaren Prins Carl
4. Löparkungen Möller
5. Sol och vår
6. Berglings bakdörr
7. Ryssligan
8. Knark i klacken
9. Amaltheamannen
10. Tumba-Tarzan
11. Bildsköne Bengtsson
12. Brevbombaren Ekenberg

### 6) Sex
1. Sexuella revolutionen
2. AIDS
3. Abortören Olofsson
4. Homosexualitet
5. Sexköpslagen
6. Gummibutikerna
7. Ottesen-Jensen
8. Den svenska synden
9. Kris i befolkningsfrågan
10. Byxmyndig
11. Tvångssterilisering
12. Sexualundervisning

### 7) Idrott
1. Linggymnastiken
2. Solskensolympiaden
3. Dödsboxningen i Ingentingskogen
4. Utlandsproffsen
5. 1X2
6. Amatörregeln
7. Klackskandalen '58
8. Damolympiaden
9. 56:orna
10. Kraschen på Monza
11. Idrott åt alla
12. Super-Maggan
13. Guldregn

### 8) Skandaler
1. IB-affären
2. Geijeraffären
3. Bofors
4. Kejneaffären
5. Hoffa
6. Munckska kåren
7. Ebbe Carlsson-affären
8. Åsiktsregistrering
9. Refats hatt
10. Kreugerkraschen
11. Tobleroneaffären
12. Porrklubben tabu

### 9) Hälsa
1. Vaccin
2. Rökning dödar
3. Två vita och en brun
4. Spanska sjukan
5. Sockerförsöket
6. Neurosedyn
7. Ugglas radiogympa
8. Utbrändhet
9. Massmotionsdemonstrationsmanifestationen
10. Lyckopillren
11. Lort-Sverige
12. Vällevnadssjukdom
13. Skolmaten

### 10) Kungahuset
1. Det sa bara klick
2. Borggårdstalet
3. Successionsordningen
4. Folke Bernadottes död
5. Kungens kurva
6. Kära Örebroare
7. Kyrkan vid Juktådalen
8. Kungafamiljens svarta får
9. Inte längre prins (Lennart, Sigvard och Carl Johan Bernadotte)
10. Kraschen på Kastrup
11. Designprinsen
12. Det kungliga oljetrycket